# رايموند فرانز
رايموند فرانز (بالإنجليزية: Raymond Franz)‏ هو كاتب أمريكي، ولد في 8 مايو 1922 في سينسيناتي في الولايات المتحدة، وتوفي في 2 يونيو 2010 في أتلانتا في الولايات المتحدة.